# Mohamed Ouattara
Mohamed Ouattara (Bobo-Dioulasso, 7 marzo 1993) è un calciatore burkinabé, difensore del Karbala e della nazionale burkinabé.

## Palmarès

### Club

#### Competizioni internazionali
- CAF Champions League: 1

Wydad Casablanca: 2017